# Rue Sébastienne-Guyot
La rue Sébastienne-Guyot est une voie du quartier de Moulon (plateau de Saclay), à Gif-sur-Yvette (Essonne), en France. 

## Situation et accès
Construite dans le cadre de l'aménagement du quartier du Moulon par l'Établissement public d'aménagement Paris-Saclay (EPAPS) dans les années 2010, la rue Sébastienne Guyot se situe sur les hauteurs de la commune de Gif-sur-Yvette, au sein du quartier de Moulon.
Elle débute rue Joliot-Curie et se termine avenue des sciences, en face de l'École normale supérieure Paris-Saclay.
La rue borde le parc du Moulon sur toute sa longueur. Elle est également un des points d'accès au mail Pierre Potier, comptant quelques places de stationnement.

## Origine du nom
Cette voie porte le nom de Sébastienne Guyot, diplômée en 1921 de l'École centrale de Paris, première promotion de cette école ouverte aux femmes.